# Pomník prince Karla
Pomník prince Karla je skulptura, která stávala v lesoparku u zámku v Lázních Libverdě ve Frýdlantském výběžku na severu České republiky. Má podobu jehlanu stojícího na soklu. Na bočních stranách horní části jsou patrné stopy po pamětních deskách oválného tvaru, jejichž autorem byl Josef Malínský. Pomník připomíná arcivévodu Karla, druhorozeného syna rakouského císaře Leopolda II. a bratra císaře Františka I., který coby vrchní velitel rakouské armády roku 1796 zabránil v bitvě u Ambergu vpádu napoleonových vojsk do Čech. Slavnostní odhalení pomníku se uskutečnilo 31. července 1802. Na začátku 21. století je ovšem zpustlý. Součástí skulptury býval také německý nápis, jenž v překladu zní:
On, zachránce Čech, Germanie dárce míru, není oslavován jen tímto kamenem, jemu blahořečí již všechna ústa, jeho ctí každé srdce.